# Peter Gallagher
Peter Killian Gallagher (Armonk, Nueva York; 19 de agosto de 1955) es un actor estadounidense. Es conocido por su papel de Sandy Cohen en la serie de éxito The OC. En 2018 fue elegido para interpretar a Ken Scott en After: Aquí empieza todo.

## Carrera
Peter Killian Gallagher es conocido con su nombre artístico en la actualidad como Peter Gallagher. Desde el año 1979, Peter comenzó su carrera en este trabajo. Ha aparecido en películas, series y en el teatro. A menudo él interpretó personajes suaves pero autoasociados y perversos en su carrera temprana. Más tarde en su carrera, Gallagher ha interpretado de forma regular figuras paternales tranquilizadoras.

## Vida personal
Gallagher ha estado casado con Paula Harwood desde 1983. Tienen dos hijos: James (nacido en 1990) y Kathryn (nacida en 1993).

## Filmografía
| Cine              | Cine                                       | Cine                             | Cine                    |
| Año               | Película                                   | Papel                            | Notas                   |
| ----------------- | ------------------------------------------ | -------------------------------- | ----------------------- |
| 1980              | The Idolmaker                              | Caesare                          |                         |
| 1982              | Summer Lovers                              | Michael Pappas                   |                         |
| 1984              | Terrible Joe Moran                         | Nick                             | Película de televisión  |
| 1985              | Dreamchild                                 | Jack Dolan                       |                         |
| 1986              | My Little Girl                             | Kai                              |                         |
| 1987              | Long Day's Journey Into Night              | Edmund Tyrone                    | Película de televisión  |
| 1988              | High Spirits                               | Brother Tony                     |                         |
| 1988              | The Murder of Mary Phagan                  | Leo Frank                        | Película de televisión  |
| 1988              | The Caine Mutiny Court-Martial             | Teniente comandante John Challee | Película de televisión  |
| 1988              | The Big Knife                              | Charles Castle                   | Película de televisión  |
| 1988              | I'll Be Home for Christmas                 | Aaron                            | Película de televisión  |
| 1989              | Sex, Lies, and Videotape                   | John Mullany                     |                         |
| 1990              | Tune in Tomorrow...                        | Richard Quince                   |                         |
| 1990              | Love and Lies                              | David West                       | Película de televisión  |
| 1991              | Milena                                     | Pollak                           |                         |
| 1991              | An Inconvenient Woman                      | Philip Quennell                  | Película de televisión  |
| 1991              | The Cabinet of Dr. Ramirez                 | Matt                             |                         |
| 1991              | Late for Dinner                            | Bob Freeman                      |                         |
| 1992              | The Player                                 | Larry Levy                       |                         |
| 1992              | Bob Roberts                                | Dan Riley                        |                         |
| 1993              | Watch It                                   | John                             |                         |
| 1993              | Short Cuts                                 | Stormy Weathers                  |                         |
| 1993              | Malice                                     | Atty. Dennis Riley               |                         |
| 1994              | The Hudsucker Proxy                        | Vic Tenetta                      |                         |
| 1994              | Mrs. Parker and the Vicious Circle         | Alan Campbell                    |                         |
| 1994              | Mother's Boys                              | Robert Madigan                   |                         |
| 1994              | White Mile                                 | Jack Robbins                     |                         |
| 1995              | The Underneath                             | Michael Chambers                 |                         |
| 1995              | While You Were Sleeping                    | Peter Callaghan                  |                         |
| 1995              | Cafe Society                               | Jack Kale                        |                         |
| 1996              | Last Dance                                 | John Hayes                       |                         |
| 1996              | To Gillian on Her 37th Birthday            | David Lewis                      |                         |
| 1996              | Titanic                                    | Wynn Park                        | Miniserie de televisión |
| 1997              | The Man Who Knew Too Little                | James 'Jimmy' Ritchie            |                         |
| 1997              | Path to Pardise                            | John Anticev                     |                         |
| 1998              | Brave New World                            | Bernard Marx                     | Película de televisión  |
| 1998              | Johnny Skidmarks                           | Johnny Scardino                  |                         |
| 1998              | Host                                       | Dr. Joe Messenger                | Película de televisión  |
| 1999              | House on Haunted Hill                      | Donald W. Blackburn, M.D.        |                         |
| 1999              | American Beauty                            | Buddy Kane                       |                         |
| 1999              | Brotherhood of Murder                      | Bob Mathews                      | Película de televisión  |
| 2000              | The Last Debate                            | Tom Chapman                      | Película de televisión  |
| 2000              | Center Stage                               | Jonathan Reeves                  |                         |
| 2000              | Cupid & Cate                               | Harry                            | Película de televisión  |
| 2000              | Other Voices                               | Jordin                           |                         |
| 2001              | Perfume                                    | Guido                            |                         |
| 2001              | Protection                                 | Ted                              |                         |
| 2002              | Mr. Deeds                                  | Chuck Cedar                      |                         |
| 2002              | The Adventures of Tom Thumb and Thumbelina | Mole King                        | Directa a vídeo         |
| 2003              | A Tale Of Two Wives                        | Bill Goodman                     | Película de televisión  |
| 2003              | How to Deal                                | Len Martin                       | No acreditado           |
| 2007              | The Gathering                              | Dr. Michael Foster               | miniserie de televisión |
| 2008              | Center Stage: Turn It Up                   | Jonathan Reeves                  |                         |
| 2009              | Adam                                       | Marty Buchwald                   |                         |
| 2009              | The War Boys                               | Slater                           |                         |
| 2010              | Conviction                                 | Barry Scheck                     |                         |
| 2010              | Burlesque                                  |                                  |                         |
| 2011              | Someday This Pain Will Be Useful to You    |                                  |                         |
| 2012              | Step Up Revolution                         | Bill Anderson                    |                         |
| 2017              | A Bad Moms Christmas                       | Hank                             |                         |
| 2019              | After: Aquí empieza todo                   | Ken Scott                        |                         |
| 2020              | Palm Springs                               | Howard Wilder                    |                         |
| Televisión        |                                            |                                  |                         |
| Año               | Título                                     | Papel                            | Notas                   |
| 1979              | Guiding Light                              | Chuck Haskell                    |                         |
| 1980              | Skag                                       | John Skagska                     | 6 Episodios             |
| 1982              | American Playhouse                         | Logan Melton                     | 1 Episodio              |
| 1984              | ABC Weekend Specials                       | Phil Grey                        | 1 Episodio              |
| 1993              | Fallen Angels                              | Mitch Allison Dr. Yorgrau        | 2 Episodios             |
| 1998              | Superman: The Animated Series              | Kurt                             | 1 Episodio              |
| 1998              | The Secret Lives of Men                    | Michael                          | 7 Episodios             |
| 2001              | Family Guy                                 | Jared                            | 1 Episodio              |
| 2001              | Orgullo de raza                            | Philippe Ferronaire              | Película de televisión  |
| 2002              | Contest Searchlight                        | Él mismo                         | 1 Episodio              |
| 2002-2003         | Page to Screen                             | Él mismo - anfitrión             | 1 Episodio              |
| 2003-2007         | The O.C.                                   | Sandy Cohen                      | 92 Episodios            |
| 2006              | Robot Chicken                              | Store Clerk Douglas Goldstein    | 2 Episodios             |
| 2008              | Shark                                      | Frank Bell                       | 1 Episodio              |
| 2009              | Californication                            | Dean Koons                       | 7 Episodios             |
| 2010              | Rescue Me                                  | Father Phil                      | 7 Episodios             |
| 2012              | How I Met Your Mother                      | Professor Vinick                 | 1 Episodio              |
| 2010-2013         | Covert Affairs                             | Arthur Campbell                  | 8 Episodios             |
| 2014-presente     | Law & Order: Special Victims Unit          | William Dodds                    |                         |
| 2016              | New Girl                                   | Gavin Schmidt                    |                         |
| 2017-presente     | Grace & Frankie                            | Nick                             |                         |
| 2020              | Zoey's extraordinary playlist              | Mitch                            | 12 episodios            |
| Obras de Broadway |                                            |                                  |                         |
| Año               | Título                                     | Papel                            | Notas                   |
| 1977              | Hair                                       | Claude                           |                         |
| 1978              | Grease                                     | Danny Zuko                       |                         |
| 1982              | A Doll's Life                              | Otto                             | Teatro World Award      |
| 1983              | The Corn is Green                          | Morgan Evans                     |                         |
| 1983              | Another Country                            | Guy Bennett                      |                         |
| 1984              | The Real Thing                             | Billy                            |                         |
| 1985-1986         | Pride and Prejudice                        | Mr. Darcy                        |                         |
| 1986              | Long Day's Journey Into Night              | Edmund Thyrone                   |                         |
| 1992              | Guys and Dolls                             | Sky Masterson                    |                         |
| 1995              | Pal Joey                                   | Joey Evans                       |                         |
| 2001-2002         | Noises Off                                 | Lloyd Dallas                     |                         |